# Tomás Malanos
Tomás Malanos (Argentina, 4 de julio de 1997) es un jugador profesional argentino de rugby que se desempeña en la posición de centro interior en Dallas Jackals, equipo perteneciente a la liga Major League Rugby.

## Carrera
En 2022, Malanos se unió al equipo Dallas Jackals, con el cual disputa su segunda temporada en la Major League Rugby. También fue parte de la Selección juvenil de rugby de Argentina.